# Fernsehturm Samatra
Der Fernsehturm Samatra ist ein 300 Meter hoher Fernseh- und Radioturm. Der steht in der indischen Stadt Bhuj und ist der dritthöchste Fernsehturm aus Stahlbeton in Indien. Der schlanke, sich nach oben verjüngende Turmschaft trägt auf fünf Stufen Bullaugen und wird von einer korbähnlichen, offenen Struktur bekrönt, die von einem Antennenträger aus Stahlfachwerk abgeschlossen wird.